# فرودگاه لمار کاونتی
فرودگاه لمار کاونتی (به انگلیسی: Lamar County Airport) یک فرودگاه همگانی بهره‌برداری هوایی است که یک باند فرود آسفالت دارد و طول باند آن ۱۱۰۱ متر است. این فرودگاه در شهر ورنون، آلاباما کشور ایالات متحده آمریکا قرار دارد و در ارتفاع ۱۴۱ متری از سطح دریا واقع شده‌است.